# Villa Sant'Anna
Villa Sant'Anna è una delle ville vesuviane del Miglio d'oro; è sita a Napoli, nel quartiere di Barra.
Da quanto pervenuto, la struttura risale ai secoli XIX-XX: architettonicamente, interessante risulta essere la facciata impreziosita da elementi ionici e corinzi. Il complesso è costituito da una planimetria ad "U", con due vasti cortili al suo interno.